# Borkum Riff

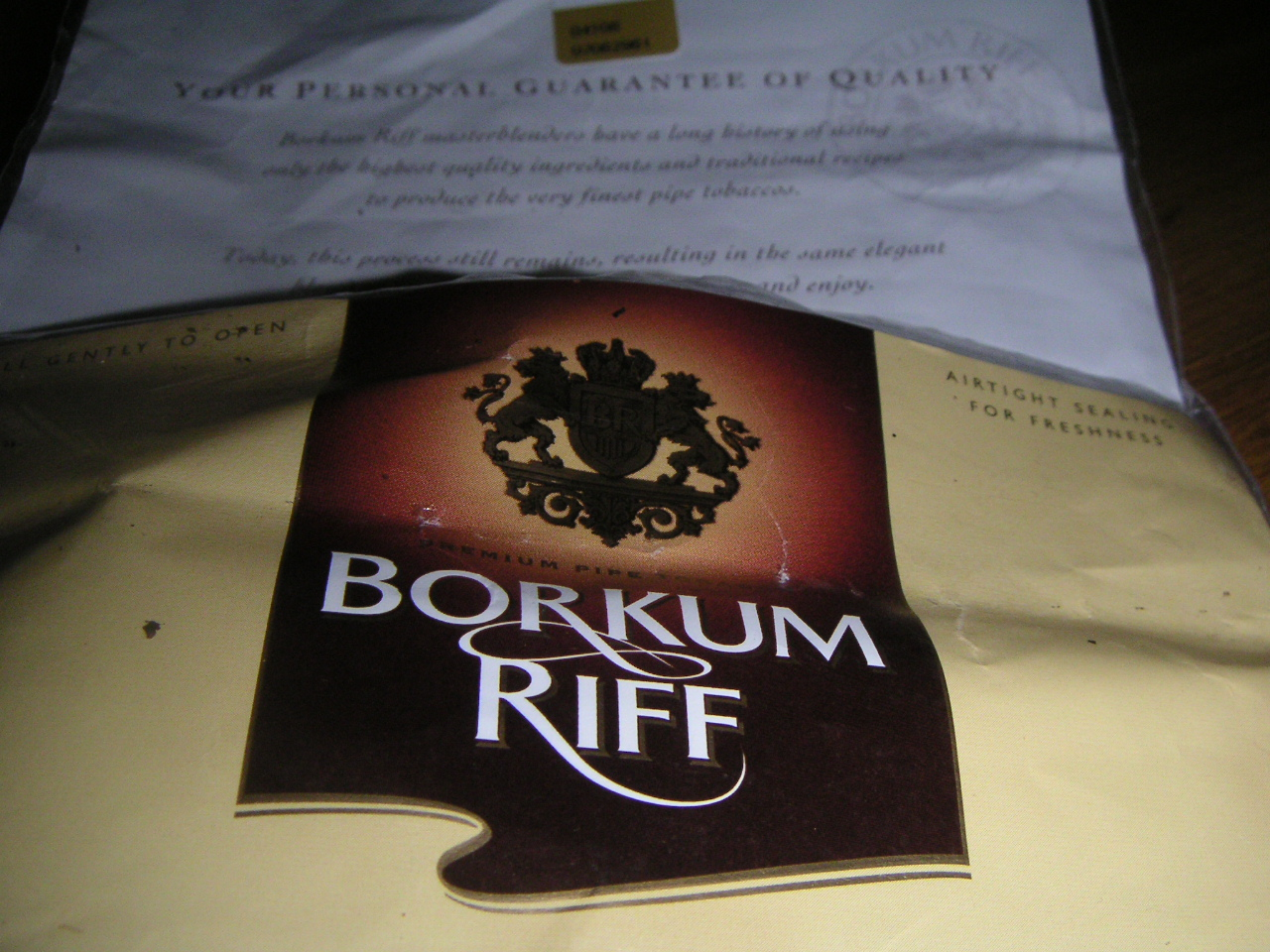
Piptobak med smak av vanilj, från Borkum Riff

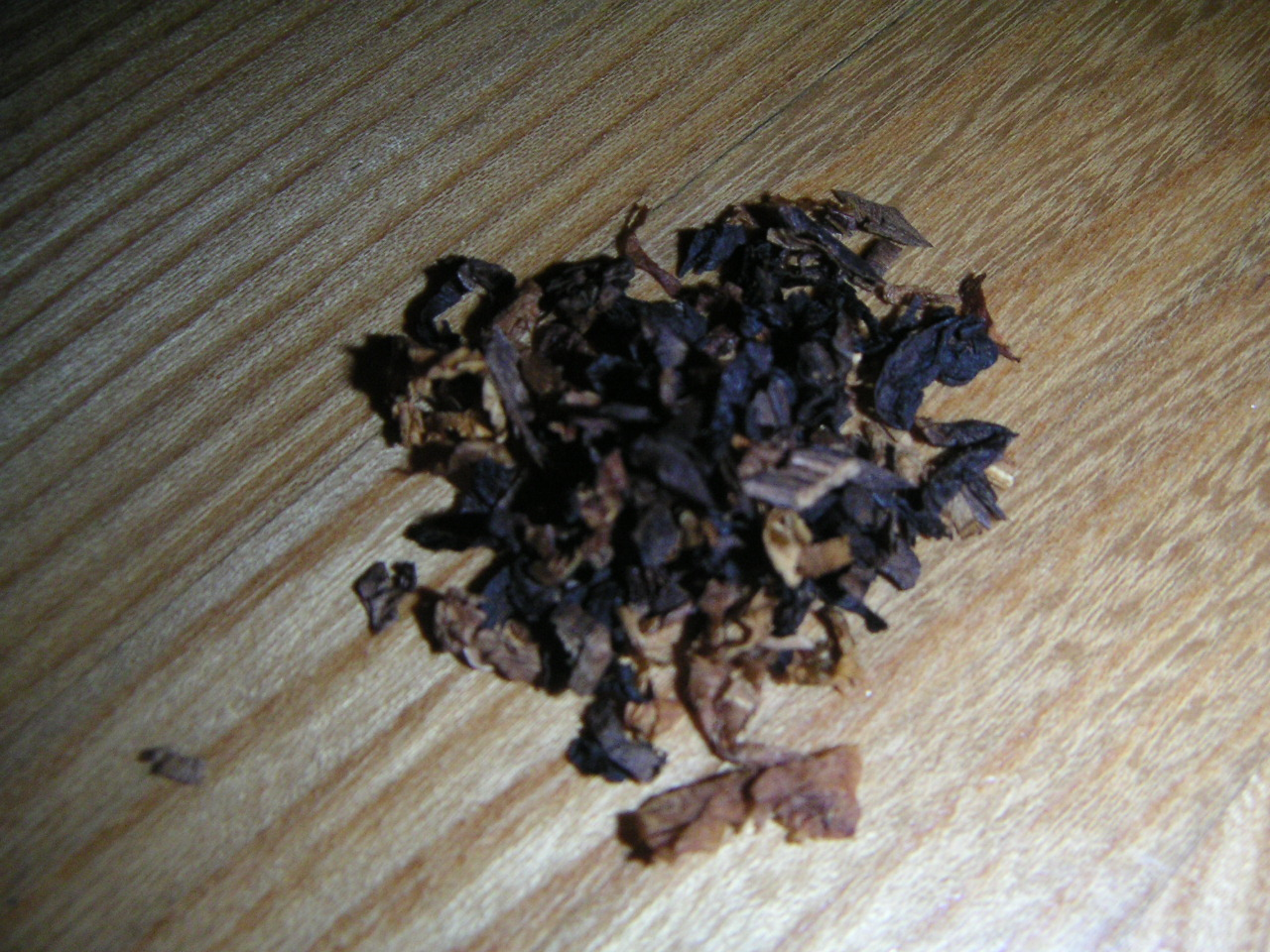
Piptobak från samma påse

Borkum Riff är ett märke av piptobak, blandad i Danmark av Scandinavian Tobacco Group. Märket har funnits på marknaden sedan 1969.  Borkum Riff är idag ett av de ledande piptobaksmärkena i Europa och många andra marknader. Namnet är taget från de kända fiskebankarna och reven utanför den ostfriesiska ön Borkum.